# Chobi (gemeente)
Chobi (Georgisch: ხობის მუნიციპალიტეტი , Chobis moenitsipaliteti) is een gemeente in het westen van Georgië met 25.605 inwoners (2024), gelegen in de regio Samegrelo-Zemo Svaneti. De gemeente heeft een oppervlakte van 676 km² en is gesitueerd in het Colchis-laagland aan de Zwarte Zee. De gelijknamige stad is het bestuurlijke centrum van de gemeente.

## Geschiedenis

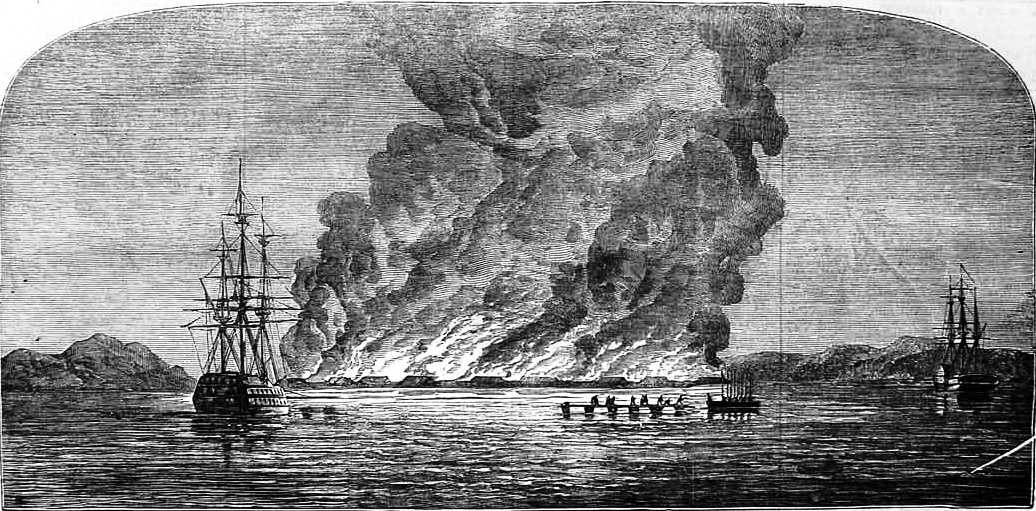
Redoet-Kale brandde af tijdens Krimoorlog

Het gebied van Chobi lag in een centraal deel van het oude Colchis en is al sinds de oudheid bewoond. Er zijn veel archeologische vondsten in het gebied gedaan.
Na het uiteenvallen van het Koninkrijk Georgië in de 15e eeuw lag het gebied van Chobi in het vorstendom Mingrelië en stond het onder de heerschappij van de adellijke Dadiani-familie. Het Ottomaanse Rijk had de uiteindelijke controle over het gebied, maar vanaf de 18e eeuw verloren zij het gezag. Toen Rusland in 1810 overging tot de annexatie van West-Georgië werd de Russische bestuurlijke indeling langzamerhand ingevoerd die de basis legde voor de hedendaagse indeling.

### In Russisch Rijk

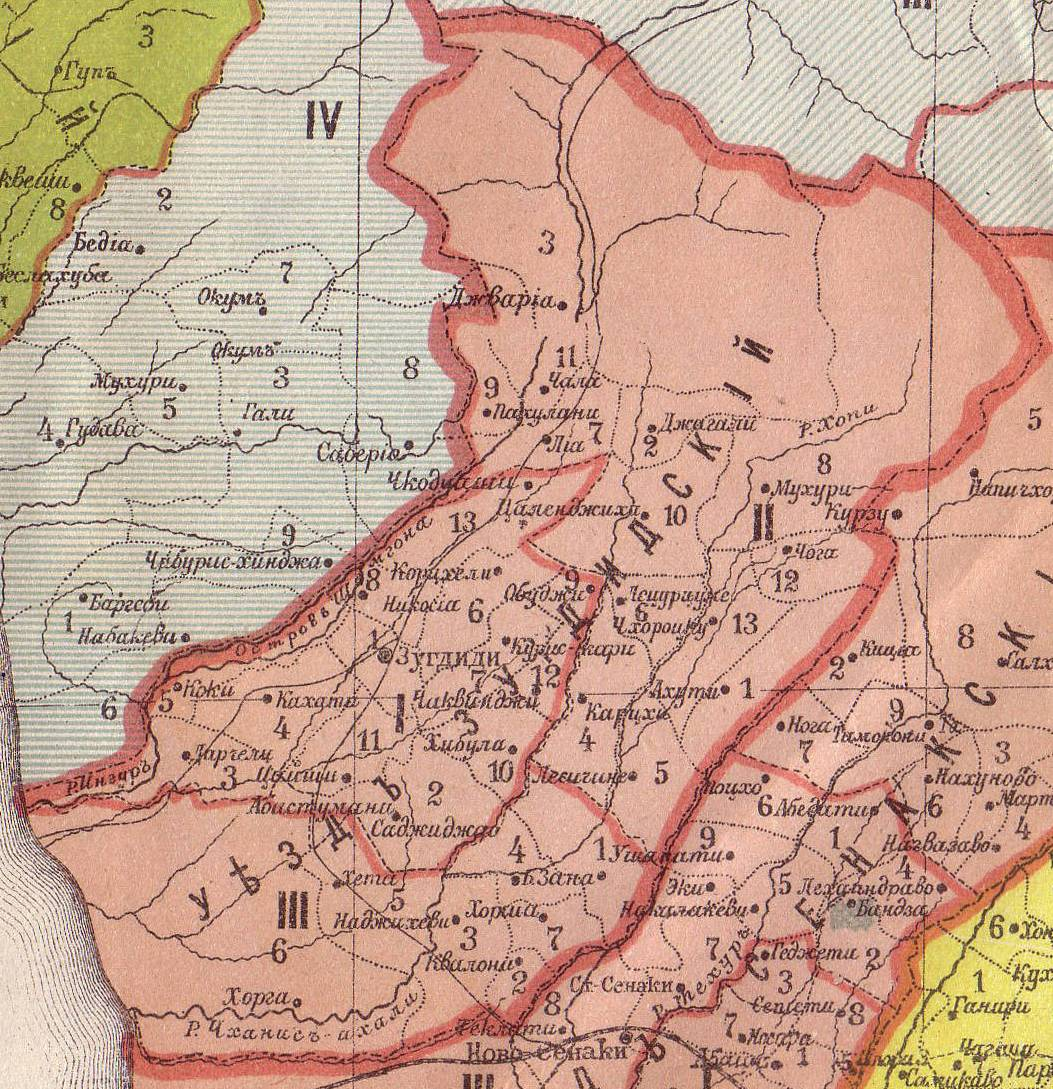
Oejezd Zoegdidi met oetsjastok Redoet-Kale (III, onder).

In 1846 werd Mingrelië opgenomen in het nieuwe Gouvernement Koetais dat tot 1917 bestond. Daarbinnen viel het gebied van Chobi tot 1930 voor het grootste deel onder het oejezd Zoegdidi en een klein deel lag in oejezd Senaki. Het oejezd Zoegdidi, ook wel mazra genoemd in het Georgisch, was onderverdeeld in drie districten, zogeheten oetsjastoks, waaronder het oetsjastok Redoet-Kale, waarmee de contouren van de moderne gemeente geschapen werden.
Al voor de annexatie bouwden de Russen in 1804 een militair fort in Redoet. Dit fort lag aan de Zwarte Zee bij de monding van de Chobirivier. Er werd daar ook een haven gebouwd die Redoet-Kale genoemd werd. Tijdens de Krimoorlog van 1853-1856 werd deze door de Turken afgebrand, waarna de haven werd afgebroken. Sinds 1918 heet dit dorp Koelevi. Tegenwoordig is hier een belangrijke olieterminal. In 1872 opende de Tbilisi - Poti spoorlijn, de eerste spoorlijn in Transkaukasië, die door het zuidelijke deel van Chobi passeerde.

### Vorming district
Als gevolg van de bestuurlijke herindelingen van de Sovjet-Unie in 1930 werd het rajon (district) Chobi opgericht, dat in oppervlak overeenkomt met de hedendaagse gemeente. In het onafhankelijke Georgië werd het district Chobi in 1995 onderdeel van de nieuw opgerichte regio (mchare) Samegrelo-Zemo Svaneti en in 2006 werd het district omgevormd naar een gemeente (municipaliteit), waarbij het dezelfde omvang behield.

## Geografie

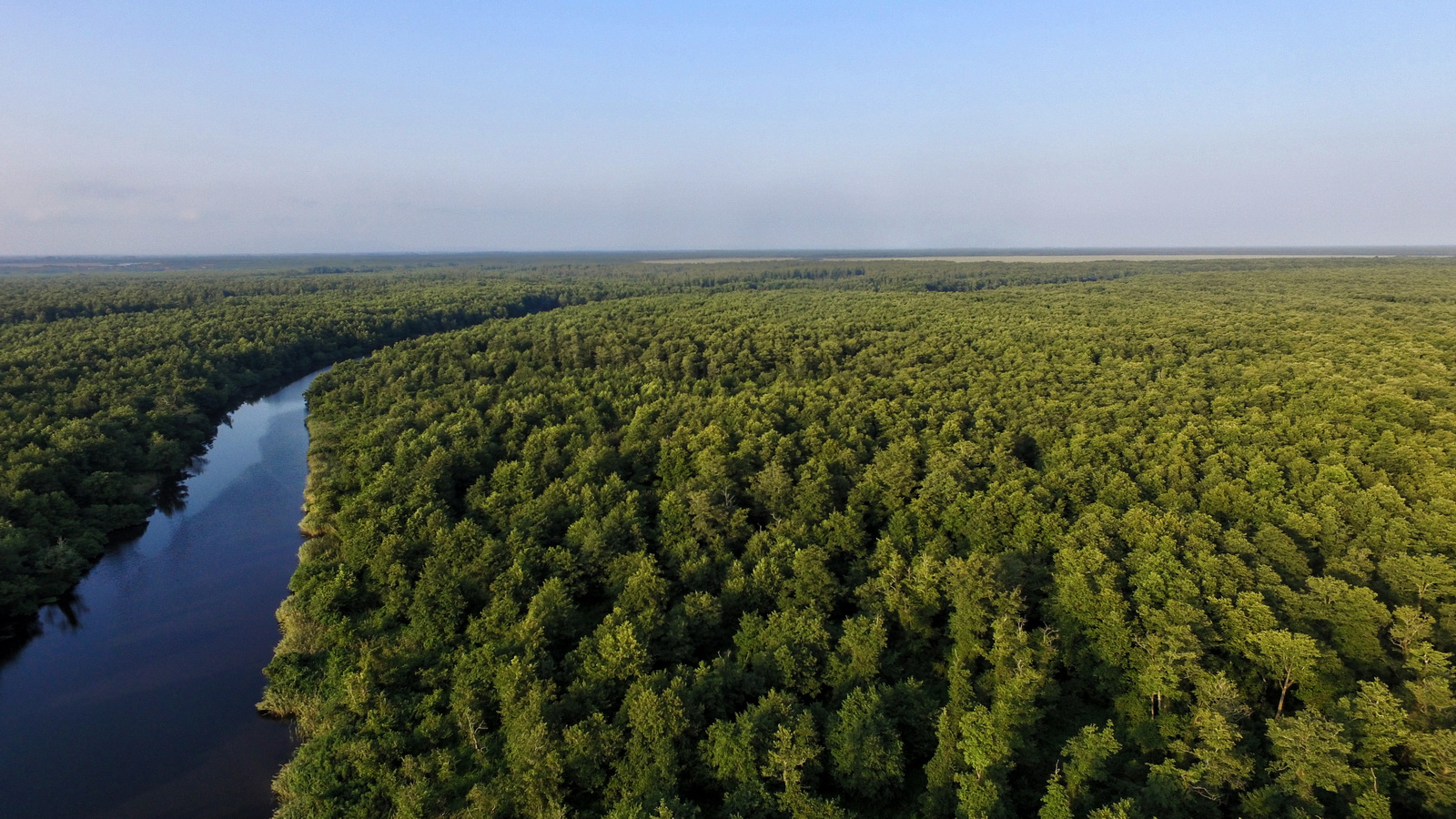
Nationaal park Kolcheti

De gemeente Chobi wordt in het uiterste westen begrensd door de Zwarte Zee, terwijl het zuidwestelijke hoekje aan de stadsgemeente en havenstad Poti grenst. In het zuiden grenst Chobi aan Lantsjchoeti (regio Goeria), in het oosten aan de gemeente Senaki, in het uiterste noorden aan Tsjchorotskoe en in het noordwestelijke deel aan Zoegdidi.

### Colchisvlakte
Chobi ligt voor het grootste deel in het Colchis-laagland dat hier een hoogte heeft van circa 10 meter boven zeeniveau en langs beide oevers van de Rioni en de Chobi ligt. Het noordelijke deel van de gemeente ligt in het Odisji-plateau. Dit is een lichte verheffing ten opzichte van de Colchisvlakte, met een hoogte tot ruim 200 meter boven zeeniveau en tot de voet van het Egrisigebergte strekt. De hoofdweg S1 en Senaki-Zoegdidi spoorlijn door de gemeente liggen langs de rand van dit plateau met de Colchisvlakte. Het hoogste punt van de gemeente, de Oerta-berg van 466 meter boven zeeniveau, bevindt zich in een kleine beboste heuvelrug ten noordwesten van hoofdplaats Chobi op de grens met Zoegdidi. Deze heuvelrug is het westelijke uiteinde van het Odisji-plateau. 
De rivier Chobi stroomt vanuit het Egrisigebergte door de gemeente en mondt enkele kilometers ten noorden van de Rioni uit in de Zwarte Zee. De zuidoever van de Rioni in de gemeente is onderdeel van het nationaal park Kolcheti, een wetland dat op de werelderfgoedlijst staat van UNESCO.

## Demografie
Begin 2024 telde de gemeente Chobi 25.605 inwoners, een daling van ruim 16 procent ten opzichte van de volkstelling van 2014. Het aantal inwoners in de stad Chobi daalde met 27 procent.
| Gemeente Chobi                                                          | - | -   | 46.797 | 31.280 | 37.653 | 38.092 | 38.939 | 41.240 | 30.548 | 28.182 | 25.605 |  |  |  |
|                                                                         |   |     |        |        |        |        |        |        |        |        |        |  |  |  |
| Chobi                                                                   | - | 342 | 906    | 1.463  | 2.745  | 3.859  | 6.873  | 5.604  | 4.242  | 3.646  | 3.098  |  |  |  |
| Verantwoording data: Bevolkingsstatistiek Georgië 1897 tot heden. Noot: |   |     |        |        |        |        |        |        |        |        |        |  |  |  |

### Etniciteit en religie

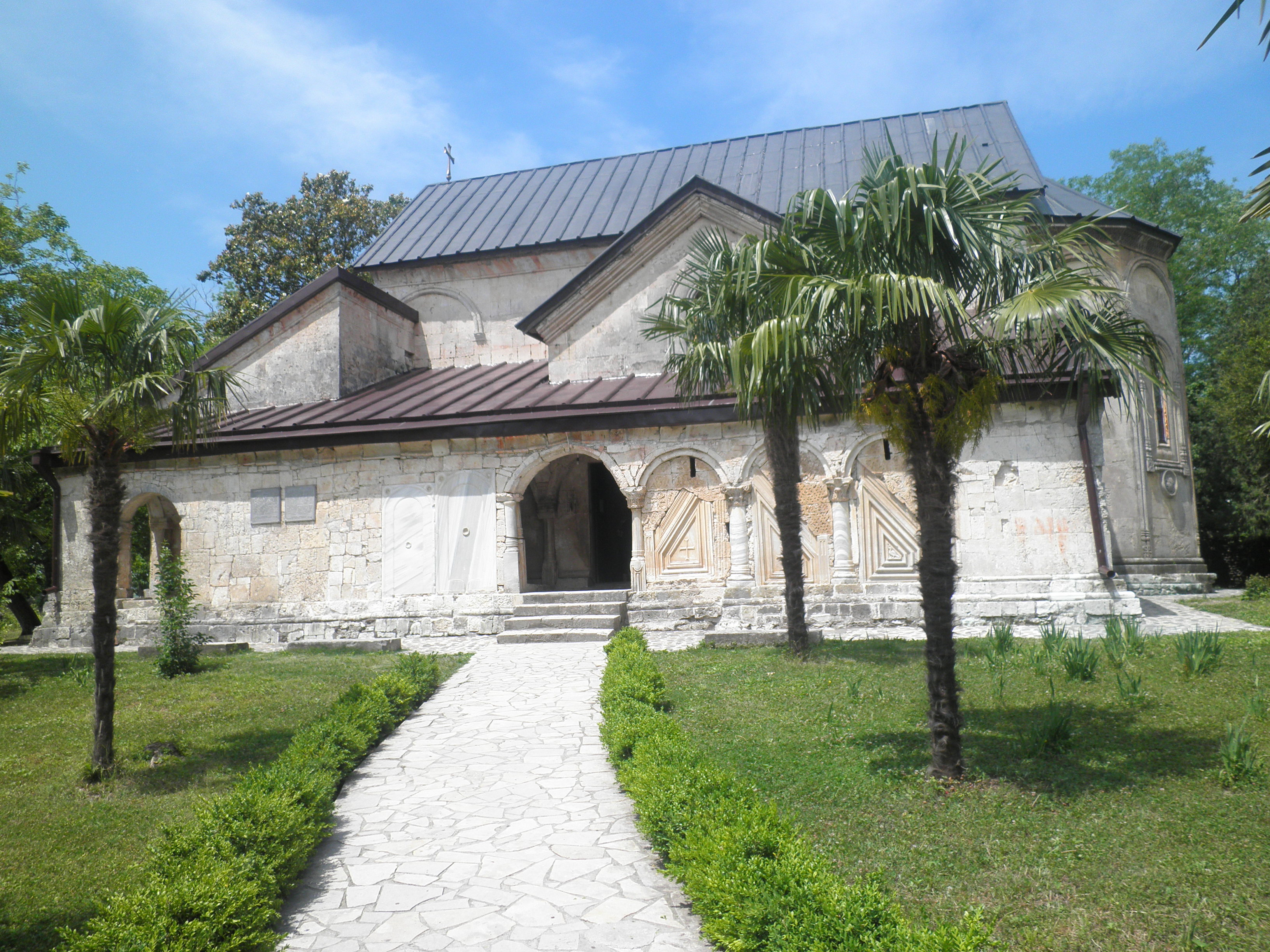
Kathedraal bij het Chobi-klooster

De bevolking van Chobi was volgens de volkstelling van 2014 praktisch mono-etnisch Georgisch (99,6%), met name Mingreels, waarbij enkele tientallen Russen (0,2%) en Oekraïners (0,1%) de belangrijkste etnische minderheden waren. Qua religie bestond de bevolking in 2014 voor 97,2% uit Georgisch-Orthodoxen. De voornaamste religieuze minderheden waren moslims (1,8%) en jehova's (0,3%).

## Administratieve onderverdeling

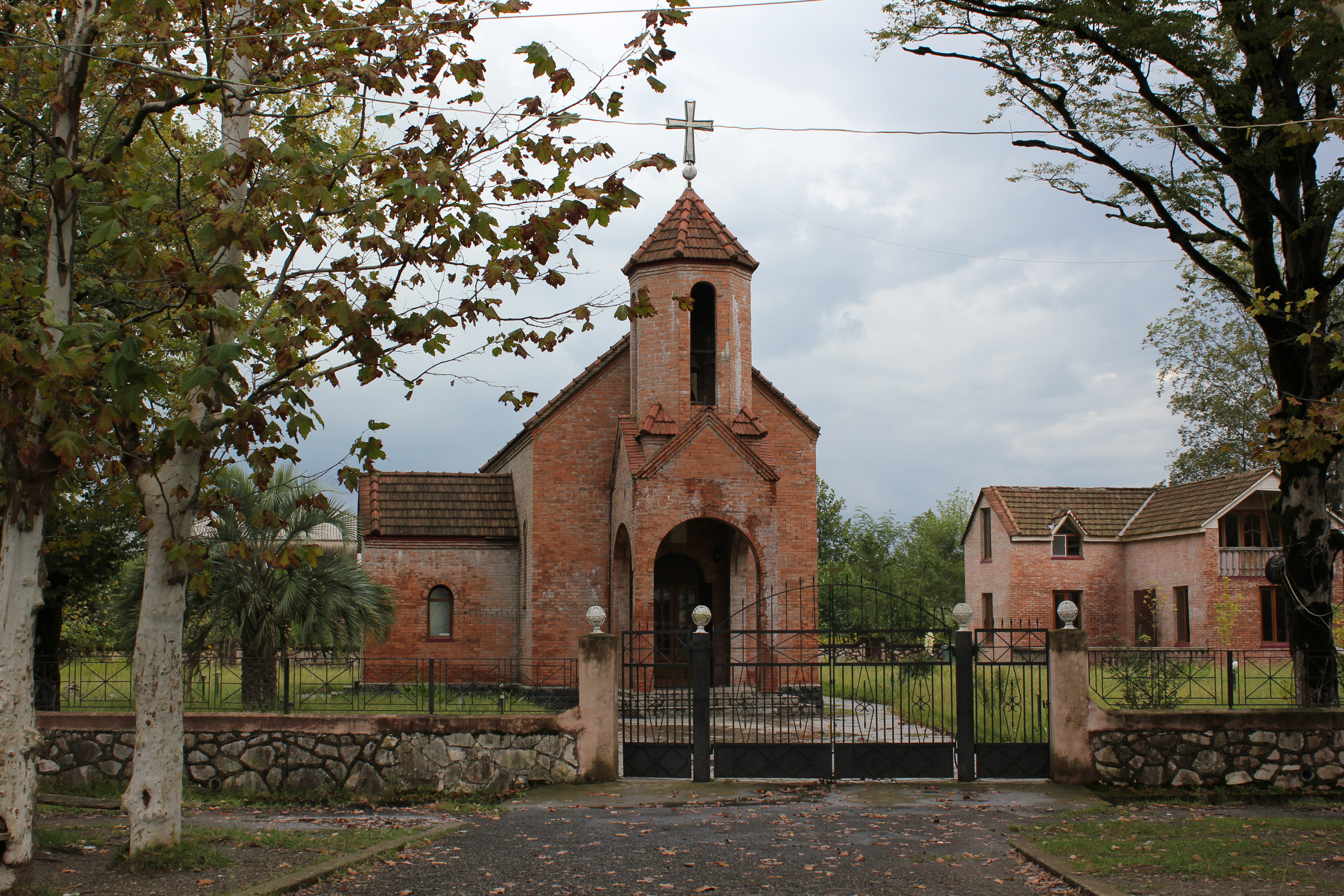
Tsjaladidikerk

De gemeente Chobi is administratief onderverdeeld in 21 gemeenschappen (თემი, temi) met in totaal 57 dorpen (სოფელი, sopeli) en één stad (ქალაქი, kalaki), het bestuurlijk centrum Chobi.

## Bestuur
De gemeenteraad van Chobi (Georgisch: საკრებულო, sakreboelo) wordt elke vier jaar gekozen in een gemengd kiesstelsel. Een deel wordt via enkelvoudige kiesdistricten gekozen en een deel via evenredige vertegenwoordiging van gesloten partijlijsten, waarvoor een kiesdrempel geldt van drie procent.
| Samenstelling Sakreboelo (zetels per partij) | Samenstelling Sakreboelo (zetels per partij) | Samenstelling Sakreboelo (zetels per partij) | Samenstelling Sakreboelo (zetels per partij) | Samenstelling Sakreboelo (zetels per partij) | Samenstelling Sakreboelo (zetels per partij) |
| Partij                                       | Partij                                       | 2014                                         | 2017                                         | 2021                                         |                                              |
| -------------------------------------------- | -------------------------------------------- | -------------------------------------------- | -------------------------------------------- | -------------------------------------------- | -------------------------------------------- |
|                                              | Georgische Droom (GD)                        | 25                                           | 29                                           | 21                                           |                                              |
|                                              | Verenigde Nationale Beweging (UNM)           | 4                                            | 3                                            | 11                                           |                                              |
|                                              | Voor Georgië                                 |                                              |                                              | 4                                            |                                              |
|                                              | Overige partijen                             | 7                                            | 5                                            |                                              |                                              |
| Totaal                                       | Totaal                                       | 36                                           | 37                                           | 36                                           |                                              |

## Vervoer
De belangrijkste hoofdweg in Georgië, S1 / E60 (Tbilisi - Zoegdidi - Abchazië), passeert door de gemeente en doet de hoofdplaats Chobi aan. De S2 / E70 takt net buiten de gemeente, bij Senaki, van de S1 af en voert door het zuiden van de gemeente Chobi naar Poti, Batoemi en de Turkse grens. 
Verder liggen er verschillende regionaal belangrijke hoofdwegen door de gemeente, die de kust en de nationale hoofdwegen met het binnenland verbinden. De Zoegdidi - Tbilisi spoorlijn komt door Chobi, net als de Poti - Tbilisi spoorlijn. Hiermee is de gemeente ook per spoor verbonden aan de centrale infrastructuur.  